# McPixel 3
McPixel 3 é um jogo de quebra-cabeça desenvolvido por Mikołaj 'Sos Sosowski' Kamiński e produzido pela Devolver Digital. É a sequência do jogo McPixel de 2012.

## Jogabilidade
McPixel 3 é um jogo de aventura de apontar e clicar centrado no personagem titular pixelizado McPixel, a paródia de MacGyver, que tem o objetivo de 'salvar o dia' usando objetos e encontrando soluções no ambiente ao seu redor.
Semelhante ao seu prequel, haverá 100 níveis cronometrados para completar com mais de 20 microjogos, mais de 900 gags e 1.500 itens interativos para os jogadores experimentarem.

## Desenvolvimento e lançamento
O McPixel 3 foi anunciado oficialmente via Twitter pela Devolver Digital em 17 de fevereiro de 2022, com uma data de lançamento definida provisoriamente para 2022.
Embora o jogo seja nomeado como a terceira parcela da série, será uma sequência direta do McPixel de 2012, pois não há um segundo título numerado desenvolvido por Sos Sosowski.
A primeira demo jogável do McPixel 3 fez parte do Steam Next Fest em 21 de fevereiro de 2022, que apresentou 10 dos 100 níveis oferecidos no jogo para os jogadores experimentarem.